# Таганка (песня)
«Тага́нка» — одна из наиболее известных русских и советских тюремных песен.
- Не путать с другой песней «Таганка» («Вокруг родные лица»), 1991 г.

## История
Песня получила своё имя от Таганской тюрьмы, располагавшейся в Таганском районе Москвы. Исследователь Александр Сидоров пишет, что полноценных произведений, посвященных конкретным тюрьмам в русском классическом «блатном» песенном фольклоре на сегодняшний день существует всего три — «Александровский централ», "Владимирский централ" и «Таганка»:

### Происхождение песни
Существует множество версий происхождения песни и её названия, но ни одна из них на настоящий момент окончательно не подтверждена.
Александр Сидоров пишет, что Таганка исполняется на музыку танго (танго в России появилось в 1913 году), однако на страницах своего обширного исследования, опубликованного в приложении «Неволя» к журналу Индекс/Досье на цензуру в 2014 году, так и не смог установить подлинность авторства, приведя и проанализировав многочисленное количество версий:158. Лидия и Майкл Джекобсон в книге «Песенный фольклор ГУЛАГа как исторический источник» относят «Таганку» к 20-м годам XX века:263. При этом фольклорист Андрей Башарин в рецензии к их двухтомному изданию делает примечание: «…Относя песню „Цыганка с картами мне нагадала“ („Таганка/Централка“. Т. I, с. 263) к 20-м годам XX века, авторы пишут, что „ее терминология (казённый дом, центральная тюрьма, столыпинский вагон) использовалась как до, так и после революции“, не принимая в расчет, что уже в следующем варианте (С. 264) поминается и „кандальный звон“, и „судьба кандальная“, чего после революции, кажется, уже не было».
По одной из версий, «Таганку» придумали воры-рецидивисты, чьё количество в Москве возросло в последние годы царствования Николая II в связи с событиями Первой мировой войны. По другой версии, песня была впервые исполнена Фёдором Шаляпиным во время его визита к заключённым в 1906 году, правда, тогда он спел иной вариант песни, который, возможно, и вдохновил настоящего исполнителя:115. В 1920—1925 годах песня стала популярна как гимн тюремной жизни в СССР.
Существует несколько вариантов этой песни, в некоторых из которых присутствуют дополнительные куплеты. Распространён также вариант под названием «Централка» (от Центральная пересыльная тюрьма), обретший популярность в годы сталинских репрессий 1937—1941 годов. По мнению Сидорова, в вопросе того, что появилось раньше «Таганка» или «Централка», явный перевес аргументов — на стороне «Централки». Сидоров считает, что поэт и автор песен Владимир Высоцкий, исполнявший одну из знаменитых версий этой песни «в молодые годы сам же и заменил Централку на Таганку — когда поступил в 1964 году в любимовскую труппу Театра на Таганке. Таганка — это звучит гордо»:125.

## Оценки
Исследователь Елена Ткачева отмечает, что в тексте песни актуализирована оппозиция «воля/неволя» внутри сознания арестанта, в диалоге с самим собой. Тюрьма для арестанта становится собеседником, внутренним голосом, вторым «я» заключённого. В условиях освоения и адаптации в тюремном пространстве у него возникает потребность в диалоге с самим собой, и необходимость формирования своего социального и эмоционального статуса и своей защищенности:82.
В словах песни описано немало деталей тюремного быта. Так, в припеве песни есть слова «все ночи, полные огня», в российских тюрьмах ночью не гасят свет, что может рассматриваться как пытка для заключённого:156-168.

## В кино
- Отрывок из этой песни прозвучал в фильме «Верьте мне, люди» (1964) в исполнении Кирилла Лаврова.
- Песня без первого куплета звучит в 18-м выпуске мультсериала «Ну, погоди!» (в сцене, где Волк заперся в сейфе, а потом не мог оттуда выбраться).
- Песня отрывками, звучит в 3-й и 9-й сериях телевизионного сериала «Конь белый». В первом случае, её перед казнью поёт бандит, арестованный во время ограбления банка в Казани в 1918 году  (очевидно анахронизм). Эпизод относится ко времени взятия Казани Народной армией Комуча в 1918 году. Во втором случае, её поёт молодёжь в 1941 году, что более соответствует реалиям.
- Инструментальная версия песни звучит в заставке комедийного сериала «Ресторан по понятиям».
- Отрывок песни (на заднем плане) звучит во 2-й серии мини-сериала HBO "Чернобыль" (2019), в эпизоде, где профессор Легасов сидит у барной стойки в гостинице.

## Известные исполнители
Шаблон:Нет источника в разделе
- 1906 г. Шаляпин, Фёдор Иванович, предположительно
- Коржуков, Сергей Владимирович
- Токарев, Вилли Иванович
- 1963 г. Новиков, Александр Васильевич
- 1964 г. Высоцкий, Владимир Семёнович
- 1979 г. Северный, Аркадий Дмитриевич
- 1982 г. Шуфутинский, Михаил Захарович
- 1984 г. Гулько, Михаил Александрович
- 2000 г. Халид, Джемма Иосифовна
- 2006 г. Группа «Gulag Tunes» (входит в альбом «Мелодии и ритмы Гулага»)
- 2010 г. Розенбаум, Александр Яковлевич
- 2017 г. Круг, Михаил Владимирович

и другие.

### Текст песни
Цыганка с картами, дорога дальняя.
Дорога дальняя, казённый дом.
Быть может, старая тюрьма центральная
Меня, парнишечку, по новой ждёт.
Быть может, старая тюрьма центральная
Меня, парнишечку, по новой ждёт.
[Припев:]
Таганка, все ночи, полные огня,
Таганка, зачем сгубила ты меня?
Таганка, я твой бессменный арестант,
Погибли юность и талант в твоих стенах.
Таганка, я твой бессменный арестант,
Погибли юность и талант в твоих стенах.
Я знаю, милая, больше не встретимся…
Дороги разные нам суждены.
Опять по пятницам пойдут свидания
И слёзы горькие моей родни.
Опять по пятницам пойдут свидания
И слёзы горькие моей родни.
[Припев:]
Таганка, все ночи, полные огня,
Таганка, зачем сгубила ты меня?
Таганка, я твой навеки арестант,
Погибли сила и талант в твоих стенах.
Таганка, я твой навеки арестант,
Погибли сила и талант в твоих стенах.
Актёр, поэт и автор-исполнитель Геннадий Валентинович Самойлов (р. 3.07.1969, Москва), постоянный участник передачи «В нашу гавань заходили корабли», в 2022 году познакомил слушателей с двумя малоизвестными куплетами песни «Таганка»:
Зачем же ты, судьба моя несчастная,
Опять ведёшь меня дорогой слёз:
Колючка ржавая, решётка частая,
Вагон столыпинский да стук колёс?
Цыганка с картами, глаза упрямые,
Монисто древнее да нитка бус.
Хотел судьбу пытать червонной дамою,
Да снова выпал мне бубновый туз.